# الشورى فريضة إسلامية
كتاب الشورى فريضة إسلامية من تأليف علي الصلابي تناول فيه موضوع الشورى من الناحية الإسلامية

## موضوعات الكتاب
قسم المؤلف الكتاب إلى بابين أساسيين وتحت كل باب عدة فصول: 

### الباب الأول
الشورى في القرآن والتاريخ الإسلامي
وتحت هذه الباب عشرة فصول.

### الباب الثاني
الشورى أحكامها ومجالاتها وفوائدها
وتحت هذا الباب عشرة فصول أيضا.